# Simon van Velthooven
Simon van Velthooven (Palmerston North, 8 december 1988) is een Nieuw-Zeelands baanwielrenner, die in 2012 namens zijn vaderland deelnam aan de Olympische Spelen in Londen. Van Velthooven finishte tijdens de Olympische Spelen van 2012 als derde op de keirin, ex aequo met de Nederlander Teun Mulder.

## Belangrijkste resultaten
2007
- Oceanisch kampioenschap omnium

2010
- Gemenebestspelen  keirin

2011
- Wereldbekerwedstrijd Peking, keirin
- Oceanisch kampioenschap 1km tijdrit
- Oceanisch kampioenschap keirin
- Oceanisch kampioenschap teamsprint (met Ethan Mitchell en Sam Webster)

2012
- Wereldkampioenschap keirin
- Olympische Zomerspelen keirin